# Csaba Deák
Csaba Deák, född 16 april 1932 i Budapest, Ungern, död 23 februari 2018, var en svensk tonsättare. 
Deák utbildade sig vid Béla Bartók-konservatoriet mellan 1949 och 1955 i klarinett och komposition. Han studerade komposition för Ferenc Farkas vid Liszt-akademien mellan 1955 och 1956 och efter att ha flyttat till Sverige 1957, för Hilding Rosenberg i Stockholm. Deák valdes in som medlem i Föreningen svenska tonsättare 1965.
Han avlade teoripedagogisk examen vid Kungliga Musikhögskolan 1969. Han har varit lärare vid Göteborgs universitet och vid Danshögskolan i Stockholm.
Deáks produktion är stor och omväxlande. Han är flitigt spelad på konsertprogram och i radio och representerad på ett 20-tal skivinspelningar. Deák uppbar stipendium från Konstnärsnämnden.

## Priser och utmärkelser
- 1992 – Atterbergpriset

## Verklista
- 1956 – Sonatina
- 1957 – Rondo
- 1959 – Stråkkvartett [nr 1]
- 1960 – Duo-Svit
- 1961 – Air för violin och piano
- 1962 – Ballad
- 1963 – Tre sånger
- 1964 – Danaiderna
- 1965 – Fyra ungerska folkvisor
- 1965 – Gesällvisa, folklig visa
- 1967 – Klarinettofoni
- 1967 – Stråkkvartett nr 2
- 1969 – I 21
- 1970 – Tideli
- 1971 – Trio
- 1973 – Andante and Rondo, musik för träblåsare
- 1973 – Lucia himmelsfärd, astrofonisk minimelodram
- 1973 – Musik och rörelse för skolbarn med ljudband, instrument och mimare
- 1973 – Piri
- 1974 – Tre etyder över Petter Bergmans dikt Etyd
- 1975 – Julmotett
- 1976 – Verbunk
- 1976/77 – Hej då jord!, ett spel om döden, opera
- 1977 – Oktett
- 1977 – Ungerska danser
- 1978 – Eden
- 1979 – The Piper's Wedding
- 1980 – Bröllopsmarsch och koral
- 1981 – Herykon
- 1982 – Vivax
- 1983 – Five Short Pieces
- 1984 – Farina Pagus
- 1985 – Mässallians
- 1986 – Quartet for saxophones
- 1988 – Kvintett för altsaxofon och stråkkvartett
- 1989 – Concerto Maeutro
- 1989 – Gustadolphony
- 1990 – Quartet for tubas
- 1991 – Ad Nordiam Hungarica
- 1991 – Etyd nr 1: Sempre staccato
- 1991 – Etyd nr 2: Senza misura
- 1991 – Etyd nr 3: Scherzo
- 1992 – Concerto for clarinet and wind orchestra
- 1993 – Anémones de Felix
- 1993 – Magie noire
- 1994 – Novem
- 1995 – Gratulatio
- 1995 – Memento mare
- 1995 – Symphony
- 1996 – Gloria
- 1997 – Fanfar
- 1998 – Octet
- 1999 – Mayinka
- 1999 – Sax Appeal
- 2000 – Brassonance
- 2000 – Fuvola
- 2001 – Symfoni nr 2[7]
- 2003 – Recollection
- 2004 – Konsert för flöjt och stråkorkester
- 2005 – Det sanna ljuset
- 2006 – Trio jubilee
- 2007 – Divertimento
- 2007 – Pair play
- 2008 – Andante and Rondo för flöjt och piano